# 仏身
仏身 (ぶっしん、Skt：buddha-kaaya、बुद्ध काय)とは、仏の姿をいう。
もともとは現実の身体をいったが、後には二身（生身・法身）や三身（法身・報身・応身）などをいうようになった。